# Biathanatos
Biathanatos, a Declaration of that Paradoxe or Thesis, that Selfe-homicide is not so Naturally Sinne, that it may never be otherwise (em português: Biathanatos, uma declaração daquele paradoxo, ou tese, segundo o qual o auto-homicídio não é tão naturalmente um pecado que nunca possa vir a deixar de sê-lo), ou simplesmente Biathanatos, é um livro do poeta inglês e padre anglicano John Donne, no qual ele argumenta que, sob certas condições, o suicídio é defensável. Estima-se que a escrita do livro foi completada em 1608, mas foi somente em 1647, depois de sua morte e contra a vontade de Donne, que o trabalho foi publicado por seu filho. O significado histórico de Biathanatos está no fato de ser o primeiro texto em inglês que trata da proibição cristã do suicídio. 

## Conteúdo
Biathanatos não é um endosso incondicional ao suicídio. Donne visa apenas defender o suicídio em honra de Deus, uma forma de morte voluntária que, em sua opinião, deveria ser excluída da condenação. Mesmo assim, ele enfatiza que o desejo de alguém de se matar não é anormal. Ao longo do texto, Donne menciona várias figuras da antiguidade clássica e bíblica , como Sansão, Saul e Judas Iscariotes. Todos esses personagens escolheram a morte voluntária. Sem designar a morte de Cristo explicitamente como suicídio ("auto-homicídio"), Donne enfatiza que ele libertou sua alma "antes do tempo natural". Essa imagem da entrega voluntária da alma do corpo, em vez de ser vencida pela morte, é comum nos escritos de Donne como, por exemplo, em "A Hymn to God the Father".